# Senga (Zambia)
Senga è un ward dello Zambia, parte della Provincia di Luapula e del Distretto di Kawambwa.